# Rutland (Dakota del Norte)
Rutland es una ciudad ubicada en el condado de Sargent, Dakota del Norte, Estados Unidos. Según el censo de 2020, tiene una población de 163 habitantes.

## Geografía
La localidad está ubicada en las coordenadas 46°3′16″N 97°30′24″O / 46.05444, -97.50667 (46.054343, -97.506801). Según la Oficina del Censo de los Estados Unidos, Rutland tiene una superficie total de 1.00 km², correspondientes en su totalidad a tierra firme.

## Demografía
Según el censo de 2020, hay 163 personas residiendo en Rutland. La densidad de población es de 163.00 hab./km². El 98.2% de los habitantes son blancos, el 0.6% es afroamericano, el 0.6% es amerindio y el 0.6% es de una mezcla de razas. Del total de la población, el 0.6% es hispano o latino.